# 石川高信
石川 高信（いしかわ たかのぶ）は、戦国時代の武将。南部氏の家臣。陸奥国石川城主。

## 生涯
明応4年（1495年）、南部家22代当主・南部政康の次男として三戸城で誕生。
盛岡藩の古文書によると、智勇を兼ね備えた名将で、兄・南部安信から絶大な信任を受け、石川城にて津軽地方の政治を任された。安信の後を継いだ甥・南部晴政の時代になってもその信任は変わらず、重用された。若年で家督を継いだ晴政をよく補佐して助けたといわれる。
永禄12年（1569年）には南部領である鹿角郡に侵攻してきた安東愛季の軍勢を破り、元亀3年（1572年）には津軽で起こった反乱を鎮圧するという大功を立てている。
高信の没年ははっきりしていないが、南部氏の津軽支配はこの高信の才能によるところが大きかったため、彼の死後、南部氏は津軽支配にまで力が及ばなくなり、津軽為信によって津軽を奪われることになってしまったのである。

## 高信の謎

### 安信の弟か、晴政の弟か
高信は安信の弟、晴政の叔父とする説が定説化している。しかし、南部氏の系図の中で最も古い系図は、寛永18年（1641年）に幕府へ上呈された『寛永諸家系図伝』所収の南部系図である。『寛永諸家系図伝』には信直は晴政の子・晴継と従弟とされており、つまり高信と晴政は兄弟である。その後に作成された南部氏系図は、いずれも高信を晴政の弟としている。この系図を持ってすれば、子である信直・政信ら二人の生年も納得出来る（安信の弟では、当時としては余りの高齢で子供が出来ている為）
時代が下って寛政11年（1799年）に南部氏が幕府へ上呈した『寛政重修諸家譜』所収の南部系図では、高信は晴政の父安信の弟としている。この流れを受けて作られた『南部史要』『祐清私記』『聞老遺事』『南部根元記』などが広く一般に普及したために、安信弟説が流行したと考えられる。（工藤利悦「晴政と高信の続柄記述はなぜ変化したのか」盛岡タイムス2005年7月22日(金)）

### 没年
高信は没年がはっきりしていない。民間記録である『永禄日記』は、元亀2年（1571年）5月5日に津軽為信の奇襲により石川城で討ち取られたと伝えている。しかし、三戸南部の資料ではこの時には死なずに生き延びて、天正9年（1581年）6月8日に世を去ったとも伝えているのである。また黒石市浅瀬石星田文書にも「石川左工門之介源高信は南部に行きて未だ還らず。城中支うる者なかりしかば為信は戦わずして攻略すること得たり。」「…南部高信が来たりて津軽を総監せしが、留守中為信に攻められ落城したり。」という記述がある。さらに大行院 (弘前市)の元禄15年(1702年)の書上帳に『一　十一面観音堂　寺山館ニ石川大膳天正二年ノ本尊長サ一尺五寸木造石川殿安置仏云』という記述もあるといい、高信の生存を示している。

## 系譜
- 父：南部政康
- 母：不詳
- 側室：芝山芳光大禅定尼 - 一方井安政娘
  - 長男：南部信直（1546-1599） - 南部晴政の婿養子
- 生母不明の子女
  - 男子：石川政信（1556-1572/1588）